# Осен (Сен Годан)
Осен (фр. Ausseing) насеље је и општина у јужној Француској у региону Миди Пирене, у департману Горња Гарона која припада префектури Сен Годан.
По подацима из 2011. године у општини је живело 71 становника, а густина насељености је износила 12,07 становника/km². Општина се простире на површини од 5,88 km². Налази се на средњој надморској висини од 459 метара (максималној 613 m, а минималној 339 m).

## Демографија
| 1962. | 1968. | 1975. | 1982. | 1990. | 1999. | 2011. |
| ----- | ----- | ----- | ----- | ----- | ----- | ----- |
| 50    | 62    | 57    | 47    | 55    | 61    | 71    |

График промене броја становника у току последњих година